# جی‌جی آنجلیلو
جی‌جی آنجلیلو (ایتالیایی: Gigi Angelillo؛ ‏ ۲۰ دسامبر ۱۹۳۹ – ۲۱ ژوئیهٔ ۲۰۱۵) بازیگر، صداپیشه و کارگردان نمایش اهل ایتالیا بود.
از فیلم‌هایی که وی در آن نقش داشته‌است، می‌توان به کشتار، جووانی فالکونه و طاووس سیاه اشاره کرد.